# ماکاک گونه‌سفید
ماکاک گونه‌سفید (نام علمی: Macaca leucogenys) نام یک گونه از سرده ماکاک است که در جنوب شرقی تبت یافت می‌شود.